# Аберавон
Абера́вон (англ. Aberavon, валл. Aberafan) — город в округе Нит-Порт-Толбот, церемониальном графстве Уэст-Гламорган и историческом графстве Гламорган, в Уэльсе, расположенный на реке Эйвон у побережья залива Суонси, в 30 км на северо-западе от Кардиффа. В городе есть железнодорожный вокзал и небольшой порт. По данным переписи населения 2011 года население города составляет 5542 человек.

## История
Во время завоевания области Гламорган норманнами, принц Карадог, старший сын Иестина ап Гурганта, короля Гливисинга, остался правителем этой местности. Для защиты брода через реку он построил здесь замок. Его потомки, которые с XIII века получили когномен Де Аван или Д'Авен, основали недалеко от замка город, который в 1372 году получил ещё один устав от Эдварда ле Диспенсера, второго лорда Гламоргана. Ныне оба эти устава не действуют, город был понижен до статуса посёлка, но в 1861 году ему был предоставлен статус муниципалитета.
Английский поэт и собиратель древностей Джон Леланд, во время своего путешествия по Уэльсу в 1536—1539 годах описал Аберавон, как «бедную деревню» на бесплодной земле. Им также упомянуты дремучие леса. Он говорит об использовании устья реки в качестве порта, называя его «тихой гаванью для кораблей». В 1536 году, с упразднением аббатства Маргам, порт утратил своё значение.
На кладбище при церкви Святой Марии покоится Дик Пендерин, жертва Мертирского восстания 1831 года, которого местные жители почитают за святого. Руины замка, находящиеся близ церкви, реставрировали в 1876—1897 годах. Есть сообщения о призраке, белой даме, которую видели парящей над руинами. Предполагается, что призрак принадлежит леди Джейн де Аван, последней жительнице замка Аберавон.
В 1832 году Аберавон был включён в избирательный округ Суонси, объединяющий городки Кенфиг, Аберавон, Лугор, Нит и Суонси, а с 1918 года город избирает своего депутата, самым известным из которых был будущий премьер-министр Великобритании Рамсей Макдональд.
В 50-х годах XX века многие из песчаных дюн на пляже Аберавона исчезли из-за строительства района Сэндфилдс, где дома получили семьи рабочих нового металлургического завода в Порт-Талботе.
В Аберавоне проходил национальный фестиваль Эйстеддвод в 1932 и 1966 годах.

## Спорт
В Аберавоне есть свои команды по регби — Аберавон РФК (Валлийский Премьер Дивизион) и по футболу — Аван Лидо ФК (Валлийская Премьер Лига).

## Известные уроженцы и жители
- Дик Пендерин[англ.] — жертва судебной ошибки.